# Fritz Walter
Friedrich Walter, detto Fritz (Kaiserslautern, 31 ottobre 1920 – Enkenbach-Alsenborn, 17 giugno 2002) è stato un calciatore tedesco, di ruolo attaccante o centrocampista.
Tra i più popolari sportivi del suo paese, occupa la 23ª posizione nella classifica dei migliori calciatori del XX secolo stilata dall'IFFHS mentre nel 2003 venne insignito del titolo onorifico di Golden Player della Germania come miglior giocatore tedesco dell'ultimo mezzo secolo (1954-2003).
Con la nazionale della Germania Ovest disputò 61 partite e realizzò 33 gol, vincendo il campionato del mondo 1954 in Svizzera.

## Biografia

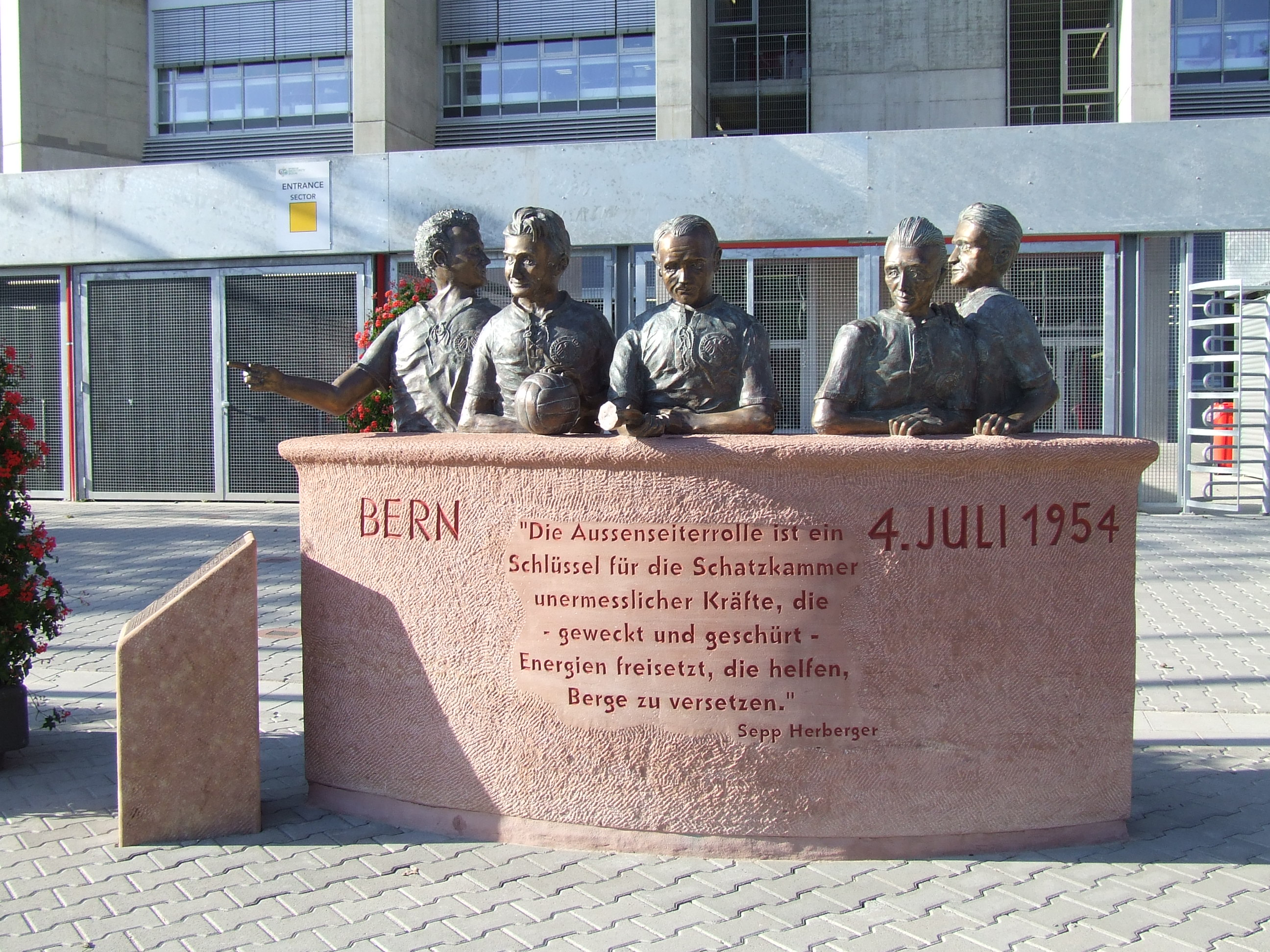
Statua in memoria dei giocatori del Kaiserslautern che disputarono la finale del. Da sinistra a destra: Liebrich, F. Walter, Kohlmeyer, Eckel e O. Walter

Figlio di un inserviente del Kaiserslautern, Walter iniziò a giocare a calcio molto presto. All'età di otto anni entrò nelle giovanili del Kaiserslautern e debuttò in prima squadra a 17 anni, rimanendoci fino alla fine della sua carriera.
Walter debuttò in nazionale nel 1940 sotto la guida del commissario tecnico Sepp Herberger, e segnò subito una tripletta contro la Romania. Walter fu chiamato alle armi nel 1942. Nel 1943, assieme ad altri calciatori professionisti tedeschi finiti sotto alle armi, fu trasferito nel JG 50, il cui comandante, Hermann Graf, era un appassionato di calcio ed un discreto portiere. Walter e gli altri giocatori formarono così la squadra del reparto, i Die roten Jäger (I combattenti rossi). L'esperienza bellica segnò profondamente Walter, che per tutta la vita non riuscì a superare la paura di volare che maturò in quegli anni, tanto da rifiutare i voli in occasione delle trasferte.
Al termine del conflitto Walter si trovò incarcerato in un campo per prigionieri di guerra. Quando l'Armata Rossa occupò la parte est dell'Europa, portò i prigionieri politici tedeschi nei gulag dove la speranza di vita era di circa cinque anni. Walter si salvò solamente perché una guardia era appassionata al calcio e durante una partita tra prigionieri e guardie, si ricordó di aver già visto Walter, considerato da lui un fenomeno, giocare nella sua squadra alla stadio e per questo disse ai russi che non era tedesco, ma austriaco, salvandogli la vita. Alla fine della guerra, Walter tornò a giocare nel Kaiserslautern, conducendolo alla vittoria di due campionati tedeschi nel 1951 e 1953. Tornò in nazionale nel 1951 e venne nominato capitano.
Fu il capitano della nazionale della Germania Ovest che vinse il suo primo mondiale nel 1954, a spese dell'Ungheria. Il fratello di Fritz, Ottmar, deceduto nel 2013, giocò con lui nella nazionale vincitrice del titolo.  Nel 1956, dopo la rivoluzione ungherese repressa dall'Armata Rossa, cominciò la diaspora della nazionale, e per due anni Fritz Walter si occupò del finanziamento della squadra per le partite, venendo infine pagato per aver salvato la squadra. Walter giocò la sua ultima partita in nazionale nella semifinale dei mondiali del 1958 contro la Svezia (che disputò in condizioni fisiche non buone essendo stato vittima di un infortunio) e si ritirò dal calcio nel 1959. Rifiutato il ruolo di commissario tecnico della nazionale tedesca, divenne un uomo d'affari.
In Germania è risaputo che Walter giocava meglio se le condizioni atmosferiche erano pessime, così fu coniata la locuzione "tempo di Fritz Walter" per indicare le avverse condizioni atmosferiche ed in particolar modo la pioggia.
Nel novembre 2003, per celebrare il cinquantesimo anniversario della UEFA, la federazione tedesca lo votò miglior giocatore degli ultimi cinquant'anni (dal 1954 al 2003), "forzando" la verità storica del calcio tedesco, in quanto non vi è classifica del genere che non veda ai primi due posti Franz Beckenbauer e Gerd Müller. Si volle, però, fare un omaggio a un celebre calciatore tedesco che crebbe in una squadra relativamente mediocre. In tal senso bisogna anche aggiungere che taluni osservatori, non solo sportivi, hanno visto in questo atto una sorta di segnale da parte del calcio tedesco, con cui chiudere la decennale polemica sulla vittoria nella finale del Mondiale del 1954 (in Svizzera, contro la magnifica Ungheria, per 3-2, dopo essere stata sconfitta nel girone eliminatorio per 3-8), da sempre e da tutti vista con sospetto, perché in odore di doping. Doping avvalorato, ma mai provato, dalla prematura scomparsa di alcuni giocatori tedeschi che disputarono quella finale.
Fritz Walter spirò nel 2002 all'età di 81 anni. Il suo sogno era vedere la Coppa del Mondo 2006 nella "sua" città Kaiserslautern, ma non poté a causa della morte. Nel quarto anniversario della sua scomparsa, il 17 giugno 2006, gli Stati Uniti giocarono contro l'Italia a Kaiserslautern e fu osservato un minuto di silenzio in sua memoria.
Walter oggi riposa nel cimitero principale di Kaiserslautern. A lui è dedicato dal 1985 il principale impianto sportivo della città, che porta ancora oggi il suo nome.
Durante la guerra contrasse la malaria e a causa di questa ragione egli non sopportava stare al sole. La moglie di Fritz Walter si chiamava Italia Bortoluzzi ed era italiana, originaria di Belluno.

## Carriera
Fritz Walter legò tutta la sua carriera alla squadra del Kaiserslautern, con la quale totalizzò 364 presenze e segnò ben 357 reti, con la media di circa 0,98 goal a partita.
Giocava principalmente da trequartista, ma poteva essere impiegato anche come seconda punta.

## Onorificenze
- Capitano onorario della nazionale di calcio tedesca, in coabitazione con Uwe Seeler, Franz Beckenbauer e Lothar Matthäus.

## Palmarès

### Club
- Campionato tedesco: 2

Kaiserslautern: 1950-1951, 1952-1953

### Nazionale
- Campionato mondiale: 1

Svizzera 1954